# 吴逵
吴逵（1491年—1553年），字近光，號雲泉，號江西臨江府新淦县人，民籍。明朝政治人物、進士出身。

## 生平
嘉靖元年（1522年）江西乡试第八十七名举人，八年（1529年）登己丑年会试第二百七十一名，二甲二十四名進士。授兵部武选司主事，清理贴黄，以养亲，改南京职方司，升郎中，嘉靖十五年接替许琯任兴化府知府一职，嘉靖二十二由周大礼接任。升四川按察司副使，与御史不合，遂以母曾宜人年老辞官归。母年九十一卒，弟吴适客死杭州，奔丧以归。家居十二年，嘉靖三十二年卒。

## 家族
曾祖吴咸濟。祖父吴春阜。父吴昌，知县。前母周氏；母曾氏。慈侍下。兄选、迁、迥、道、弟适。